# Tikveš

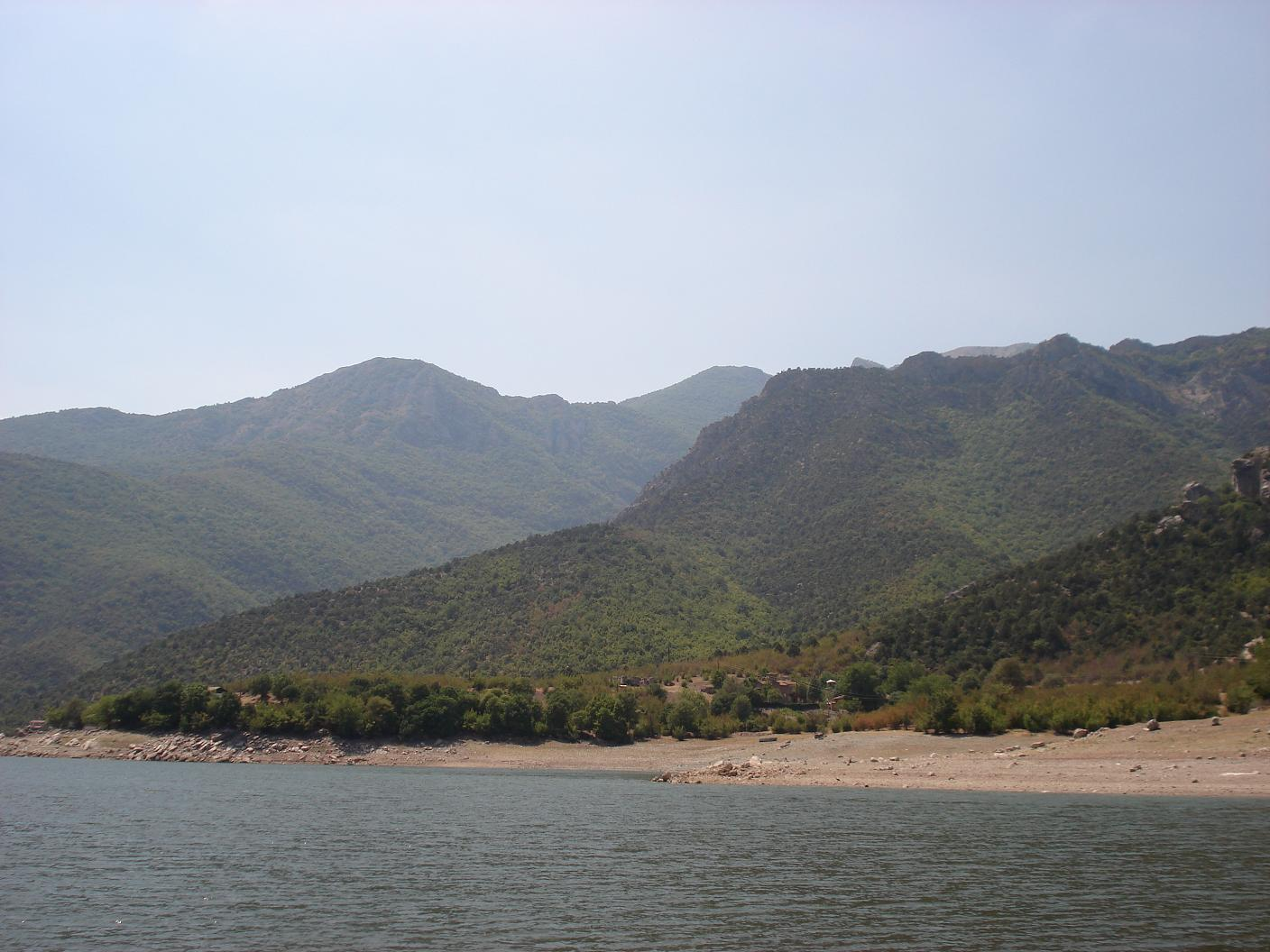
Der See Tikveš

Tikveš (kyrillisch Тиквеш) ist eine historische Landschaft und eine bedeutende Weinregion in der Republik Nordmazedonien. Sie wird durch die Flüsse Vardar und Crna Reka begrenzt. Hier liegen die Ortschaften Kavadarci und Negotino. Unter dem Namen Tikveš firmieren sowohl die größte Weinkellerei Nordmazedoniens als auch zahlreiche örtliche Sportklubs (GFK Tikveš Kavadarci, KK Tikveš Kavadarci) und andere Vereine.
Am 15. Juni 1913 brach in der Region der sogenannte Tikveš-Aufstand aus, der sich gegen die neue serbische Herrschaft über Vardar-Mazedonien richtete.
Siehe auch den Artikel Weinbau in Nordmazedonien.